# Elecciones legislativas de Guinea Ecuatorial de 1999
Elecciones legislativas se celebraron en Guinea Ecuatorial el 7 de marzo de 1999. Fueron ganadas por el Partido Democrático de Guinea Ecuatorial (liderado por el presidente Teodoro Obiang Nguema Mbasogo), que obtuvo 75 de los 80 escaños en la Cámara de los Representantes del Pueblo. La participación electoral alcanzó el 94.9%.

## Resultados
| Partido                                  | Votos   | %    | Escaños |
| ---------------------------------------- | ------- | ---- | ------- |
| Partido Democrático de Guinea Ecuatorial | 156,949 | 85.5 | 75      |
| Unión Popular                            | 11,771  | 6.4  | 4       |
| Convergencia para la Democracia Social   | 9,735   | 5.3  | 1       |
| Otros partidos                           | 5,073   | 2.5  | 0       |
| Total                                    | 184,218 |      | 80      |
| Fuente:                                  |         |      |         |